# Listrup Lyng
Listrup Lyng, der også kaldes Borremosen er en tørvemose på 15 hektar, der er ejet af Naturstyrelsen. Listrup Lyng er opstået som moser af fremvoksende tørvemos og sphagnum, og er nu nogle småsøer efter tørvegravning. Mosen er del af et habitatområde, og er en del af Natura 2000-område nr. 175 Horreby Lyng og Listrup Lyng. Den fredede stor kærguldsmed lever ved solbeskinnede vandflader i mosen ligesom Tranen i en årrække holdt til på engene hvor den også har ynglet. Mosen er omgivet af de lysåbne Hannenov- og Ovstrup Skove.